# Cyborg 2
Cyborg 2, släppt i vissa länder som Glass Shadow, är en science fiction/actionfilm från 1993, regisserad av Michael Schroeder. Det är en orelaterad uppföljare till filmen Cyborg från 1989. Den är noterbar som den första filmen med Angelina Jolie i en huvudroll (hon hade tidigare gjort en film som barnskådespelare). 1995 släpptes uppföljaren, Cyborg 3: The Recycler.

## Rollista
- Elias Koteas som Colton “Colt” Ricks
- Angelina Jolie som Casella “Cash” Reese
- Jack Palance som Mercy
- Billy Drago som Danny Bench
- Karen Sheperd som Chen
- Allen Garfield som Martin Dunn
- Renee Griffin som Dreena
- Jean Claude Van Damme som Gibson Rickenbacker (flashback)
- Vincent Klyn som Fender Tremolo (flashback)